# Apenninska halvön

Apenninska halvön i Europa.

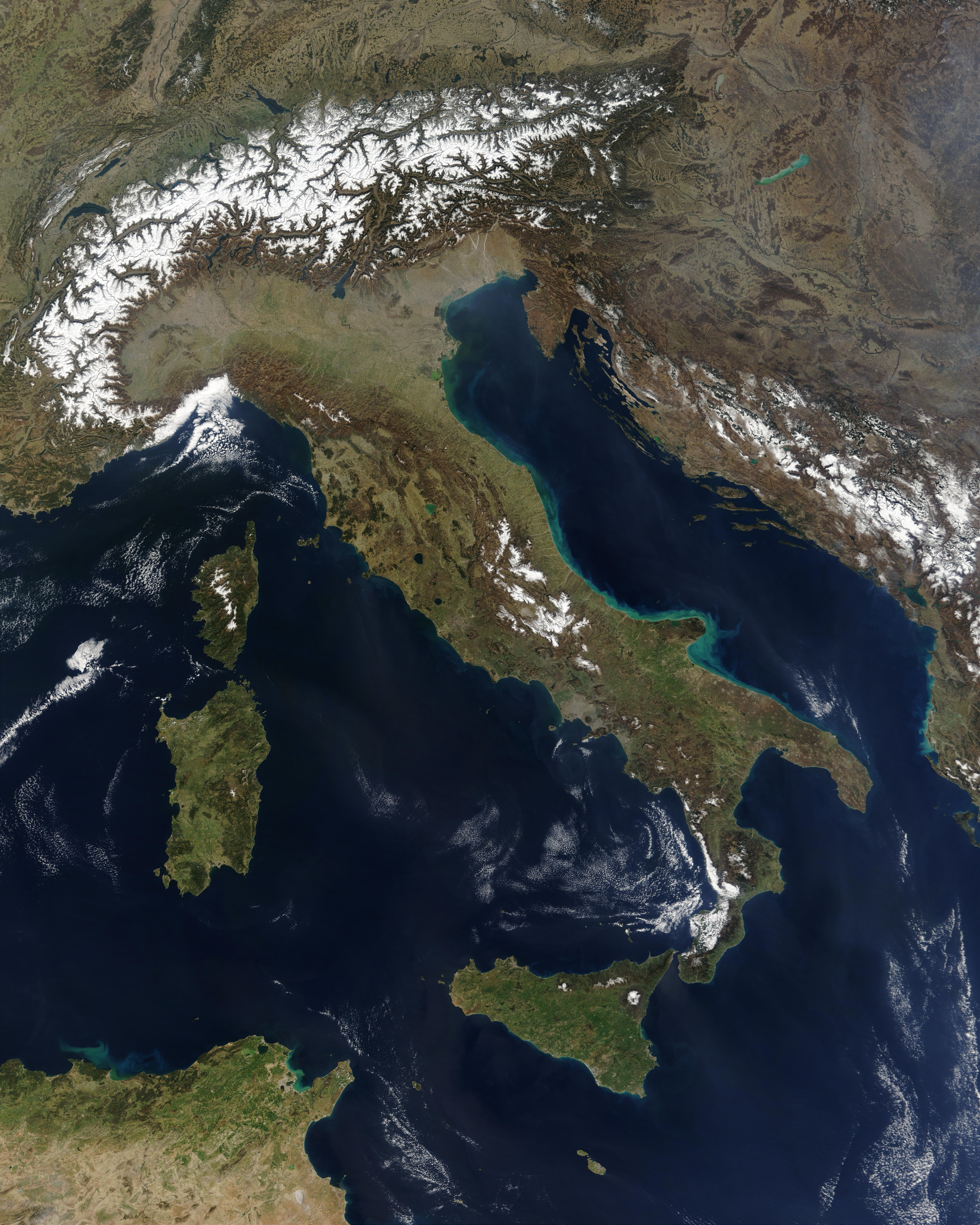
Satellitbild av Apenninska halvön i mars 2003.

Apenninska halvön, i vardagligt tal ibland även kallad Italienska halvön, är en halvö i Medelhavet som i dag utgör huvuddelen av republiken Italien, samt de två staterna San Marino och Vatikanstaten. Korrekt benämning (geografiskt och geologiskt) är Apenninska halvön. Många olika stater har genom historien behärskat hela eller delar av halvön, vilken geografiskt sedan 1861 års italienska enande helt domineras av Italien.
Halvön, som är den mellersta av de tre stora sydeuropeiska halvöarna, har fått sitt namn av bergskedjan Apenninerna, som sträcker sig utefter dess hela längd, och där det högsta berget heter Corno Grande (i bergsmassivet Gran Sasso d'Italia). Halvöns geografiska utseende har också givit den smeknamnet den Italienska stöveln.

## Klimat
Temperaturen kan variera mycket mellan den södra och norra delen. Den kan vara – 15° C längst i norr om vintrarna, medan det fortfarande är plusgrader i söder. 

## Länder
- Italien
- San Marino
- Vatikanstaten

## Historiska länder
Innan halvön enades i Kungariket Italien 1861 med de två små staterna San Marino och Vatikanstaten har funnits flera stater för hela eller delar av halvön: 
- Västromerska riket ((285) 395–476)
- Kungariket Italien (Odovakar) (476–493
- Ostrogotiska kungadömet (493–553)
- Kyrkostaten (752–1870)
- Storhertigdömet Toscana (1569–1859)
- Bägge Sicilierna (1816–1861)
- Kungariket Etrurien (1801–1807)
- Kungariket Sardinien (1720–1860)
- Tysk-romerska riket (962–1806)
- Kungariket Sicilien (1130–1816)
  - Kungariket Neapel periodvis självständigt från Kungariket Sicilien (1282–1806)
- Första franska kejsardömet (1808–1814(15))

### Fotnoter
1. ↑  ”Apenninska halvön”. Nationalencyklopedin. http://www.ne.se/uppslagsverk/encyklopedi/l%C3%A5ng/apenninska-halv%C3%B6n. Läst 2 februari 2016.